# عبد الله الخطيب
عبد الله الخطيب (بالإنجليزية: Abdullah Al-Khateeb)‏؛ مواليد 12 مارس 1995 في جدة، السعودية، هو لاعب كرة قدم سعودي يلعب حالياً في نادي الاتفاق.
مثل النادي الأهلي في الفئات السنية و أعاره الأهلي إلى نادي الخليج في عام 2017 و في عام 2018 و انتقل إلى نادي الاتفاق في عام 2019 و مثل المنتخب السعودي الأولمبي .

## روابط خارجية
- عبد الله الخطيب على موقع Soccerway.com (الإنجليزية)
- عبد الله الخطيب على موقع كووورة